# 5 tháng 2
Ngày 5 tháng 2 là ngày thứ 36 trong lịch Gregory. Còn 329 ngày trong năm (330 ngày trong năm nhuận).

## Sự kiện
- 249 – Thừa cơ Hoàng đế Tào Phương cùng Đại tướng quân Tào Sảng thăm mộ Minh Đế, Tư Mã Ý phát động chính biến, đoạt thực quyền của triều Ngụy, tức ngày Giáp Ngọ (6) tháng 1 năm Kỉ Tị.[1][2]
- 756 – Loạn An Sử: Sau khi chiếm được Lạc Dương, An Lộc Sơn xưng là Đại Yên hoàng đế, tức ngày Ất Mão (1) tháng 1 năm Bính Thân.
- 1576 – Chiến tranh tôn giáo Pháp: Henri IV từ bỏ đạo Công giáo Rôma tại Tours và tái gia nhập lực lượng Tin Lành.
- 1661 – Thuận Trị Đế Phúc Lâm của triều Thanh qua đời ở Dưỡng Tâm điện do mắc bệnh đậu mùa, Thái tử Huyền Diệp sau đó kế vị, tức Khang Hy Đế, tức ngày Đinh Tị (7) tháng 1 năm Tân Sửu.
- 1778 – Nam Carolina trở thành bang thứ nhì phê chuẩn Các điều khoản Hợp bang.
- 1783 – Bắt đầu chuỗi năm trận động đất tại vùng Calabria, Ý.
- 1818 – Karl XIV Johan đăng quang quân chủ của Thụy Điển và Na Uy.
- 1852 – Bảo tàng Ermitazh tại Sankt-Peterburg, Nga được mở cửa cho công chúng, nay là một trong những bảo tàng lớn nhất và cổ nhất trên thế giới.
- 1859 – Wallachia và Moldavia hợp nhất thành một thân vương quốc trong thành phần Đế quốc Ottoman, được xem là mốc khai sinh ra nước Romania hiện nay.
- 1885 – Quốc vương Leopold II của Bỉ thành lập Nhà nước Tự do Congo với địa vị là một thuộc địa cá nhân.
- 1909 – Nhà hóa học người Bỉ Leo Hendrick Baekeland tuyên bố tạo thành Bakelite, chất dẻo tổng hợp đầu tiên trên thế giới.
- 1936 – Phim hài Thời đại tân kỳ của Charlie Chaplin được công chiếu.
- 1946 – Đảng Thanh hữu Thiên Đạo được thành lập tại Triều Tiên với nền tảng là các tín đồ Thiên Đạo.
- 1958 – Gamal Abdel Nasser được bổ nhiệm làm tổng thống đầu tiên của Cộng hòa Ả Rập Thống nhất.
- 1962 – Tổng thống Pháp Charles de Gaulle kêu gọi trao quyền độc lập cho Algérie.

## Sinh
- 1817 – Bernhard von Schkopp, tướng lĩnh người Đức (m. 1904)
- 1828 – Nguyễn Phúc Tường Tĩnh, phong hiệu Xuân Vinh Công chúa, công chúa con vua Minh Mạng (m. 1875)
- 1836 – Tenshōin, phu nhân người Nhật Bản (m. 1883)
- 1842 – Karl von Wedel, tướng lĩnh và nhà ngoại giao người Đức (m. 1919)
- 1912 – Nguyễn Khang, họa sĩ người Việt Nam (m. 1989)
- 1913 – Nguyễn Khắc Viện, nhà khoa học và nhà hoạt động người Việt Nam (m. 1997)
- 1919 – Andreas Papandreou, kinh tế gia và chính trị gia người Hy Lạp, Thủ tướng Hy Lạp (m. 1996)
- 1932 – Cesare Maldini, cầu thủ và huấn luyện viên bóng đá người Ý
- 1942 – 
  - Susan Hill, tác giả người Anh Quốc
  - Nguyễn Phúc Phương Dung, con gái của Bảo Đại, vị hoàng đế cuối cùng của Việt Nam và Hoàng hậu Nam Phương
- 1944 – Al Kooper, ca sĩ và nhà sản xuất người Mỹ
- 1946 – 
  - Chu Lai, nhà văn người Việt Nam
  - Charlotte Rampling, diễn viên người Anh Quốc
- 1948 – Sven-Göran Eriksson, cầu thủ bóng đá và nhà quản lý người Thụy Điển
- 1952 – Daniel Balavoine, ca sĩ và nhà sản xuất người Pháp (m. 1986)
- 1953 – Trần Quốc Vượng, nguyên Thường trực Ban Bí thư Đảng Cộng sản Việt Nam
- 1965 – Gheorghe Hagi, cầu thủ bóng đá người Romania
- 1972 – Mary Donaldson, Vương hậu Đan Mạch
- 1975 – Giovanni van Bronckhorst, cầu thủ bóng đá người Hà Lan
- 1976 – Tony Jaa, diễn viên và võ sư người Thái Lan
- 1977 – Pavel Novotny, diễn viên khiêu dâm người Séc
- 1981 – Lâm Chấn Huy, ca sĩ người Việt Nam
- 1982 – 
  - Rodrigo Palacio, cầu thủ bóng đá người Argentina
  - Phạm Đình Khánh Đoan, vận động viên điền kinh Việt Nam
- 1984 – Carlos Tévez, cầu thủ bóng đá người Argentina
- 1985 – 
  - Cristiano Ronaldo, cầu thủ bóng đá người Bồ Đào Nha
  - Paul Vandervort, ca sĩ và người mẫu người Mỹ
- 1987 – 
  - Trấn Thành, diễn viên, người dẫn chương trình người Việt Nam
  - Miko Lan Trinh (Nguyễn Võ Lan Trinh), nữ ca sĩ, dẫn chương trình người Việt Nam, thành viên cựu nhóm nhạc nữ Amigo G
  - Darren Criss, diễn viên và ca sĩ người Mỹ
- 1992 – Neymar, cầu thủ bóng đá người Brasil
- 1995 – 
  - Ratchanok Intanon, vận động viên cầu lông người Thái Lan
  - Adnan Januzaj, cầu thủ bóng đá người Bỉ-Albania
- 2000 - Koo Jung-mo, ca sĩ, thành viên nhóm nhạc Cravity
- 2001 - Kim Min-ju, ca sĩ, cựu thành viên nhóm nhạc nữ IZ*ONE
- 2002 - 
  - Kang Tae-hyun, ca sĩ, thành viên nhóm nhạc nam Tomorrow X Together
  - Park Ji-sung, ca sĩ người Hàn Quốc, thành viên nhóm nhạc NCT
  - Davis Cleveland, diễn viên người Mỹ

## Mất
- 664 – Huyền Trang, cao tăng Trung Quốc, một trong bốn dịch giả lớn nhất, chuyên dịch kinh sách Phạn ngữ ra tiếng Hán (s. 602)
- 1597 – Phaolô Miki, chủng sinh Công giáo người Nhật Bản, được phong thánh (s. 1562)
- 1661 – Ái Tân Giác La Phúc Lâm, tức Thuận Trị Đế, hoàng đế của triều Thanh (s. 1638)
- 1807 – Pasquale Paoli, thủ lĩnh quân sự và chính trị gia người Corse (s. 1725)
- 1909 – Nguyễn Khuyến, quan viên, tác gia người Việt Nam (s. 1835)
- 1971 – Rákosi Mátyás, chính trị gia người Hungary (s. 1892)
- 1993 – Joseph L. Mankiewicz, nhà biên kịch, nhà sản xuất, đạo diễn người Mỹ (s. 1909)
- 1996 – Lâm Thanh Tường, chính trị gia người Singapore (s. 1933)
- 1999 – Wassily Leontief, nhà kinh tế học người Liên Xô và Nga, đoạt giải Nobel (s. 1906)
- 2013 - Hải Ninh, đạo diễn điện ảnh Việt Nam (s. 1931)
- 2020 - Kirk Douglas, diễn viên và nhà sản xuất phim người Mỹ (s. 1916)
- 2021 – Christopher Plummer, dien viên Canada (s. 1929)